# Карл Діттерс фон Діттерсдорф
Август Карл Діттерс фон Діттерсдорф (нім. August Carl Ditters von Dittersdorf, при народженні іменувався Август Карл Діттерс, нім. August Carl Ditters, 2 листопада 1739, Лаймгрубе, Відень — 24 жовтня 1799, Червена Лгота, Богемія) — австрійський композитор і скрипаль.

## Біографія
Август Карл Діттерс народився в передмісті Відня в сім'ї відставного військового кравця, який служив у той час при Імператорському театрі; в шість років він почав вчитися грі на скрипці, а в 1750 році вступив в оркестр віденської церкви Шоттен, але незабаром був запрошений в оркестр принца Йосипа Фрідріха Саксен-Гільдбурггаузенського, де навчався композиції у Джузеппе Бонно і познайомився з Глюком і Гайдном. У 1761 році Діттерс вступив до оркестру Імператорського театру, а в 1763 вирушив з Глюком до Болоньї. Ця подорож справила великий вплив на його творчість.
У 1764 році Діттерс був запрошений капельмейстером в оркестр єпископа Надьвараде (нині Орадя), а вже в наступному році познайомився з князем-єпископом Бреслау Філіпом Готтхардом фон Шаффготшем, який запросив його на аналогічну посаду в свій замок Йоханнесберг (Янський-Врх) недалеко від Яворника в Чехії, в 1771 році призначив придворним композитором, а в 1773 році надав в управління сусідній маєток Єсеник, після чого Діттерсу було даровано шляхетство і титул фон Діттерсдорф, який він зробив своїм прізвищем. Живучи у Відні, Діттерсорф брав участь в струнному квартеті разом з Моцартом, Гайдном і своїм учнем Вангалем, причому грав там першу скрипку.
У 1794 після конфлікту з єпископом Діттерсдорф був змушений піти з Йоханнесберга і був запрошений бароном фон Штільфрідом в замок Червена Лгота, де займався в основному систематизацією свого зібрання творів. За три дні до смерті Діттерсдорф завершив автобіографію, яку він диктував своєму синові. Похований в сусідньому місті Дештне.

## Творчість
Наразі найвідомішими творами Діттерсдорфа, який працював в стилі класицизму і був під впливом італійської школи, є два концерти для контрабаса з оркестром і один з п'яти концертів для альта з оркестром. За життя Діттерсдорф був відомий перш за все як автор опер-буф італійською мовою і німецьких зингшпілів, серед яких «Червона шапочка, або ні шкоди, ні користі» (Das rothe Käppchen, oder Hilft's nicht, so schadt's nicht); найбільшою популярністю користувалася написана в 1786 році німецька комічна опера «Доктор і аптекар» (нім. Doktor und Apotheker).
Діттерсдорф написав близько 120 симфоній, серед яких 12 симфоній за «Метаморфозами» Овідія (збереглося 6, з інших кілька у вигляді 4-ручних клавірів). Ці симфонії програмні і мають назви: № 1. «Die vier Weltalter» (Чотири віки Миру); № 2. «Der Sturz Phaëtons» (Падіння Фаетона); № 3. «Verwandlung Aktäons in einen Hirsch» (Перетворення Актеона в оленя); № 4. «Die Rettung der Andromeda durch Perseus» (Порятунок Андромеди Персеєм); № 5. «Verwandlung der lycischen Bauern in Frösche» (Перетворення лікійських селян в жаб); № 6. «Die Versteinerung des Phineus und seiner Freunde» (Скам'яніння Финея і його друзів). Кожна частина передує рядком з Овідія.
Крім того, перу Діттерсдорфа належить значна кількість концертів для соло інструменту з оркестром, безліч камерних творів (сонат, струнних квартетів і ін.), мес, ораторій, кантат і мотетів, реквієм.